# Anyphaenoides samiria
Anyphaenoides samiria là một loài nhện trong họ Anyphaenidae.
Loài này thuộc chi Anyphaenoides. Anyphaenoides samiria được Antonio D. Brescovit miêu tả năm 1998.